# Aleksander Papiernik
Aleksander Papiernik (ur. 15 lutego 1922 w Brodzięcinie, zm. 29 lipca 1991) – polski robotnik i komunistyczny działacz partyjny, poseł na Sejm PRL IV kadencji.

## Życiorys
Syn Jana i Antoniny, uzyskał wykształcenie średnie. Przed II wojną światową pracował jako robotnik rolny, a następnie pomocnik murarski. Od 1943 do 1944 walczył w szeregach Armii Ludowej. W 1945 został członkiem Polskiej Partii Robotniczej. W 1947 rozpoczął pracę w aparacie partyjnym jako sekretarz Komitetu Gminnego PPR w Ojrzeniu, a od 1948 KG Polskiej Zjednoczonej Partii Robotniczej (do 1949 nadal w Ojrzeniu, a potem w Bartołdach, gdzie został odwołany w 1951). Był członkiem (od 1948), instruktorem (1949–1950) i kierownikiem wydziału rolnego (od 1950) Komitetu Powiatowego partii w Ciechanowie. W 1951 instruktor w Warszawskim Komitecie Wojewódzkim. Od 1950 był II, a w latach 1951–1953 I sekretarzem KP w Płocku. Potem był I sekretarzem Komitetu Miasta i Powiatu PZPR w Siedlcach, w latach 1953–1967 przewodniczącym prezydium Miejskiej Rady Narodowej w Siedlcach, a ponadto od 1956 zasiadał w egzekutywie Warszawskiego Komitetu Wojewódzkiego PZPR. W 1965 uzyskał mandat posła na Sejm PRL w okręgu Siedlce. W trakcie kadencji zasiadał w Komisji Budownictwa i Gospodarki Komunalnej, Komisji Obrony Narodowej oraz w Komisji Rolnictwa i Przemysłu Spożywczego.
Pochowany na cmentarzu komunalnym w Mińsku Mazowieckim.

## Odznaczenia
- Krzyż Kawalerski Orderu Odrodzenia Polski
- Złoty Krzyż Zasługi
- Odznaka 1000-lecia Państwa Polskiego (1966)[2]